# 俏妞的死亡计程车
俏妞的死亡计程车（英語：Death Cab for Cutie）是美国的一支另类摇滚乐队，1997年成立于华盛顿州贝灵厄姆。乐队中有本杰明·吉巴德（歌手、吉他、钢琴）、尼克·翰墨（贝斯手）、大卫·德普（Dave Depper，吉他、键盘手、人声）扎克·雷（Zac Rae，键盘手、吉他手）以及杰森·麦吉尔（鼓手）。在2014年，创始者吉他手兼制作人克里斯·瓦拉，宣布，他将在与乐队合作完《Kintsugi》后离队。